# Philocaenus silvestrii
Philocaenus silvestrii är en stekelart som först beskrevs av Grandi 1916.  Philocaenus silvestrii ingår i släktet Philocaenus och familjen fikonsteklar. Inga underarter finns listade i Catalogue of Life.